# アデライード・ド・ブルゴーニュ (ブラバント公妃)

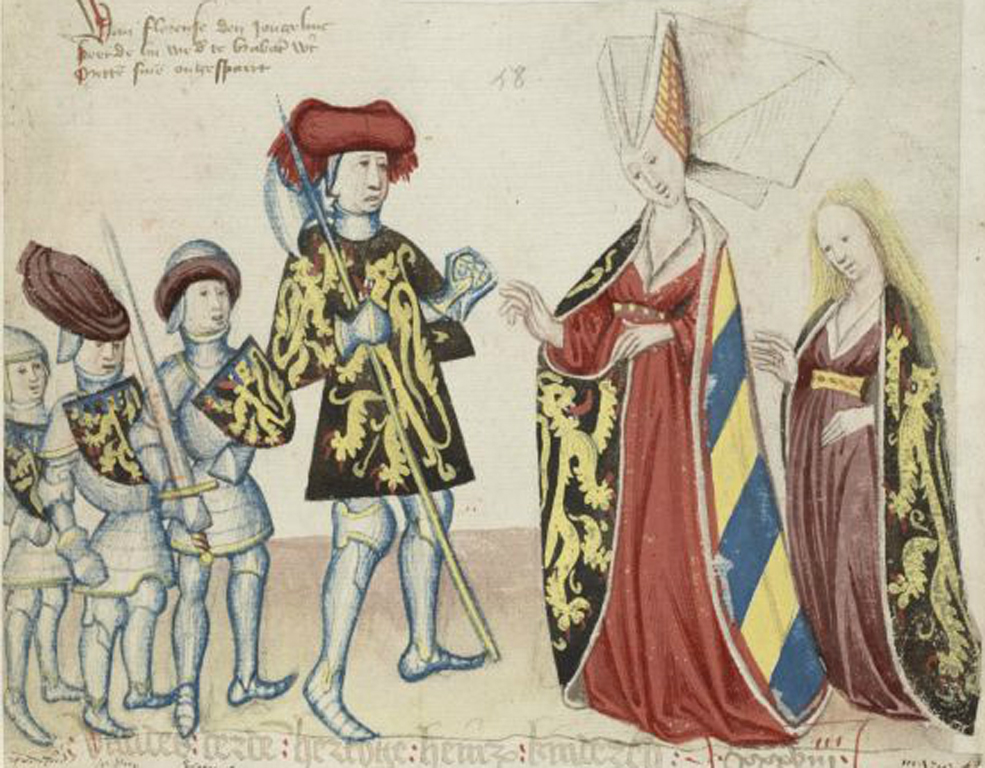
アデライード、アンリ3世と子供たち

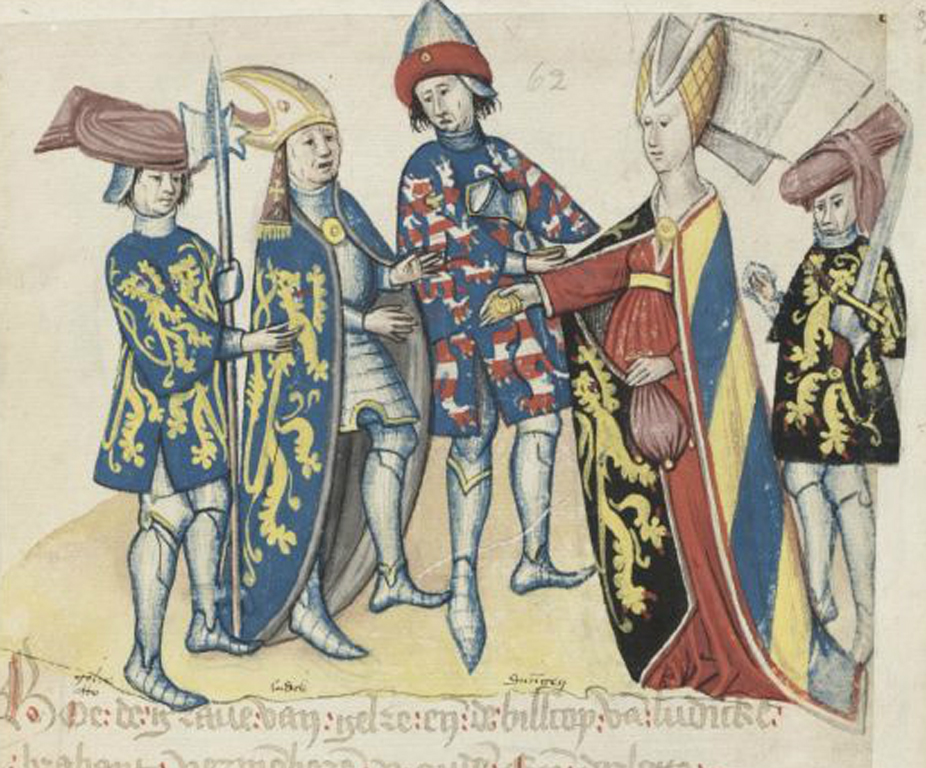
摂政アデライードとゲルデルン公との和解

アデライード・ド・ブルゴーニュ（フランス語：Adélaïde de Bourgogne, 1233年ごろ - 1273年10月23日）は、ブルゴーニュ公ユーグ4世とその最初の妃ヨランド・ド・ドルーの娘。名はアリス、アリックスとも。1251年にブラバント公アンリ3世と結婚し、夫の死後はブラバント公領の摂政をつとめた。

## 生涯

### 結婚
父ユーグ4世は二度の結婚により10人の子供がいた。1251年、アデライードは1251年にブラバント公アンリ3世と結婚し、以下の子女が生まれた。
- アンリ4世（1251年 - 1272年）[3] - ブラバント公。精神障害により1267年5月24日に退位させられた。
- ジャン1世（1253年 - 1294年）[3] - ブラバント公。最初にフランス王ルイ9世の娘マルグリットと結婚、2度目にフランドル伯ギーの娘マルグリットと結婚。
- ゴドフロワ（? - 1302年）[3] - 金拍車の戦いで戦死
- マリー（1254年 - 1321年） - フランス王フィリップ3世と結婚[3]

### 摂政
1261年に夫アンリ3世が死去し、アデライードは未成年の息子アンリ4世の摂政となったとみられる。アデライードが摂政になることを夫の従兄弟ヘンドリック・ファン・ルーヴェン＝ガースベーク（nl）が反対したため、初めは全ての貴族には受け入れられなかった。それにもかかわらず、1268年に息子ジャン1世が成年に達するまでアデライードは摂政にとどまった。
長男アンリ4世は心身に障害があり、満足に公領を統治することができなかった。結果として、アンリ4世は公位から降ろされ、代わって次男ジャン1世が公位についた。アンリ4世はディジョンのサン＝ベニニュ修道院に向かった。
アデライードは1262年にカルティエ・デュ・ヴァル・デュシャンヌ女子修道院を創建した。この修道院は低地地方で初めてのドミニコ会修道院である。
1268年にアデライードは統治をジャン1世に譲り、その5年後に40歳位で死去した。